# Antón Risco
Antón Martínez-Risco Fernández, más conocido como Antón Risco, nacido en Allariz en 1926 y fallecido en Vigo el 7 de febrero de 1998, fue un escritor español, hijo de Vicente Risco.

## Trayectoria
Doctor en Filosofía y Letras por la Universidad Complutense de Madrid, ejerció la docencida en la Universidad de Toulouse, donde estuvo en contacto con republicanos y exiliados del franquismo. Después de una estancia en Oregón, en 1964 se asentó en Quebec, ocupando la plaza de catedrático de lengua castellana y portuguesa en la Universidad Laval. Tras su jubilación regresó a Galicia, donde falleció a causa de un cáncer.
Es autor de numerosos trabajos de teoría y crítica literaria, siendo especialista en la obra de Valle-Inclán. También es conocido por su obra de ficción en gallego.

## Obra en castellano

### Ensayo
- Estética de Valle-Inclán en los esperpentos y en "Ruedo ibérico", 1967.
- Demiurgo y su mundo: Hacia un nuevo enfoque de la obra de Valle-Inclán, 1977.
- Azorín y la ruptura con la novela tradicional, 1980.
- Literatura y figuración, 1982.
- Literatura fantástica de la lengua española, 1987.

### Obras colectivas
- El relato fantástico: historia y sistema, 1998, Colegio de España, Salamanca.

## Obra en gallego

### Narrativa
- Memorias dun emigrante (1986), Premio de la Crítica española.
- O caso (1989, Sotelo Blanco).
- As metamorfoses de Proteo (1989, Sotelo Blanco), Premio de la Crítica de Galicia.
- Xogo de gardas e ladróns (1989, Edicións do Castro).
- A noite do sábado (1991, Ir Indo).
- Tres situacións elementais (1991, Galaxia).
- Margarida d´Ouridac (1993, Edicións do Castro).
- Hipogrifo (1994, Xerais).
- Mascarada (1995).
- Tánata (1998).
- Os fillos do río (1999).
- O embrión (2002, Galaxia).

### Ensayo
- A figuración literaria (1991, Xerais).

### Conversaciones
- Risco segundo Risco, por Arturo Lezcano (2013, Galaxia).

### Obras colectivas
- Para ler a Vicente Risco (1997, Galaxia). Con Arturo Lezcano.